# Sträußchen

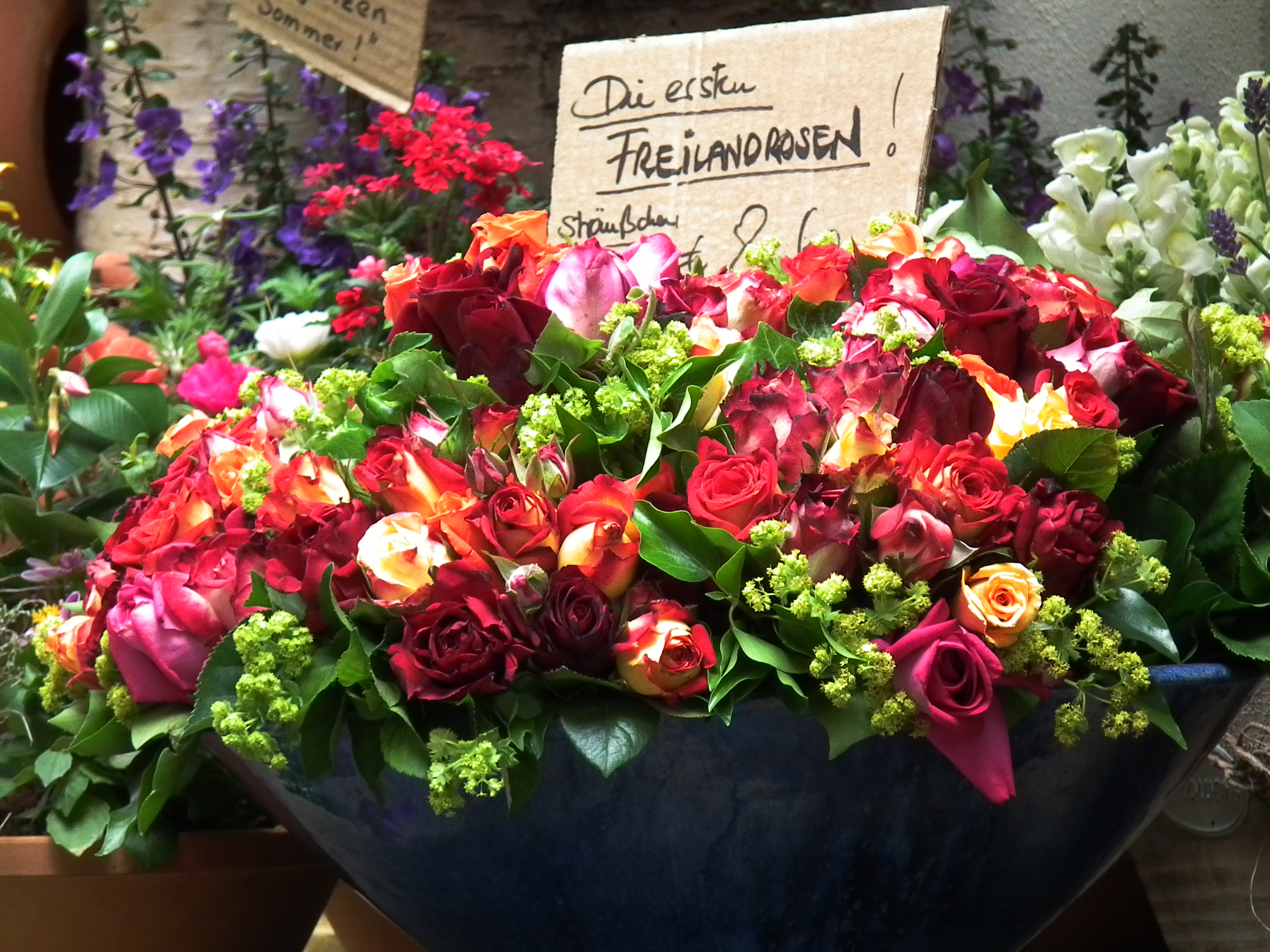
Una Boquet

Sträußchen (Bouquets), op. 15, è un valzer composto da Johann Strauss II nel luglio del 1845.
Fu presentato per la prima volta al primo ballo tenuto nella rinnovata sala da ballo "Zum goldenen Strauss" negli edifici del teatro nella Josefstadt a Vienna.